# Paldau
Paldau è un comune austriaco di 3 073 abitanti nel distretto di Südoststeiermark, in Stiria; ha lo status di comune mercato (Marktgemeinde). Il 1º gennaio 2015 ha inglobato il comune soppresso di Perlsdorf e le località di Kohlberg, già frazione del comune soppresso di Kohlberg, e di Reith e Unterstorcha, già frazioni del comune soppresso di Oberstorcha.